# Joaquín Vázquez
Joaquín Vázquez González (Badajoz, Extremadura, España,  9 de noviembre de 1897 - y fallecido en Irún el  21 de octubre de 1965) fue un futbolista internacional español. Jugaba como delantero y militó en el Racing Club de Irún, Real Unión de Irún, Racing Club de Ferrol, Deportivo de La Coruña y Cultural Leonesa. Fue integrante de la primera Selección Española de fútbol que obtuvo la medalla de plata en los Juegos Olímpicos de Amberes 1920.

## Selección nacional
Fue internacional con la Selección de fútbol de España en una ocasión.
Fue uno de los componentes de la plantilla de la selección española que obtuvo la medalla de plata en Amberes 1920.
Vázquez disputó un partido durante aquellos Juegos Olímpicos.

### Participaciones en Juegos Olímpicos
| Torneo                   | Sede    | Resultado        |
| ------------------------ | ------- | ---------------- |
| Juegos Olímpicos de 1920 | Amberes | Medalla de plata |

## Clubes
| Club                   | País   | Año       |
| ---------------------- | ------ | --------- |
| Deportivo Irunés       | España | 1909-1914 |
| Racing de Irún         | España | 1914-1915 |
| Real Unión de Irún     | España | 1915-1918 |
| Racing de Ferrol       | España | 1919      |
| Deportivo de La Coruña | España | 1919-1920 |
| Racing de Ferrol       | España | 1920-1922 |
| Real Unión de Irún     | España | 1924-1925 |
| Deportivo de La Coruña | España | 1925-1928 |
| Cultural Leonesa       | España | 1928-1930 |

## Títulos

### Campeonatos nacionales
- Dos Copa del Rey con el Real Unión de Irún en el año 1918 y 1924.